# Michele De Vita Conti
Michele De Vita Conti (Milano, 7 giugno 1965) è un regista teatrale e drammaturgo italiano.

## Biografia
Inizia a lavorare in ambito teatrale come aiuto regista di Massimo Navone, Carlos Martìn, Giampiero Solari tra il 1986 e il 1992. Si diploma in regia teatrale presso la Scuola d'Arte Drammatica "Paolo Grassi" di Milano nel 1990, dove ha studiato, tra gli altri, con Heiner Müller, Thierry Salmon, Tadeusz Kantor e dove è stato allievo di Yoshi Oida e Francois Kahn.
Dopo un'intensa attività come regista soprattutto in Italia, con alcuni lavori in Scandinavia e Sudamerica, dal 2000 vive in Germania. Per 20 anni a Berlino ed ora a Duesseldorf, continuando a lavorare in Italia e in altri paesi. In circa 30 anni di professione ha realizzato spettacoli in Europa e America Latina.
Come autore teatrale ha scritto La catena del freddo (2001) e Gli anni chiusi (2004), entrambi selezionati per il Premio Riccione. Più recentemente ha scritto e messo in scena Lady Macbeth (2018) sia in Francia che in Italia. In collaborazione con Johnny Lodi ha scritto Mirage (2006), mentre con Giuseppe Battiston ha scritto Orson Welles' Roast spettacolo che ha anche diretto (2008) e per il quale Battiston ha vinto Premio Ubu e Premio ETI e che ha collezionato centinaia di repliche. 
Dal 2006 viene invitato regolarmente a Milano dall'Accademia d'Arte drammatica "Paolo Grassi" ad insegnare agli allievi dei corsi di recitazione, regia e drammaturgia e a produrre con loro spettacoli. 
Nel settembre 2018 è tra gli autori della serata/concerto di Andrea Bocelli con Elton John, Steve Tyler etc. al Colosseo di Roma andata in onda su RAI 1. 
Dal 2009 al 2021 ha collaborato stabilmente con Vitaliano Trevisan alla realizzazione di diversi progetti. Dal 2015 al 2022 ha collaborato con A.Ostermaier.

## Teatro  (selezione)
- L'Orazio di Heiner Müller (Milano d'Estate, 1989)
- Buaku e Aoi No Ue (Kyōgen e Nō, Milano d'Estate, 1990)
- Benno il ciccione di A. Innaurato (Milano d'Estate, 1991)
- Palude da H. Müller ([Mantova, Palazzo Ducale], 1992)
- La conquista del Polo Sud di Manfred Karge (Volterrateatro Festival, 1993)
- La Missione di H. Müller (Carrara, Teatro degli Animosi 1993)
- Simon da Luis Buñuel (Volterrateatro Festival, 1994)
- Blu Diablo coreografia di S.Beltrami, con L. Savignano e J. Greco (Milano, Teatro Carcano, 1995)
- Salomè di Oscar Wilde (Perù, Lima Teatro J.P. Del Riego, 1999)
- La donna dei coltelli di H. Müller (Berlino, Künstlerhaus Bethanien, 2000)
- Mirage da A. de Saint-Exupèry (Torino, Teatro Juvarra, 2007)
- Un petit POE di Edgar e Virginia Poe (Torino, Cavallerizza Reale, 2008)
- Orson Welles' Roast con G. Battiston, che vince i premi Olimpico, Ubu, Hystrio 2010 (Torino, Cavallerizza Reale, produzione TPE 2008)
- Borroughs in Cage, testi di W. S. Borroughs e musiche di John Cage, spettacolo musicale con V. Trevisan e D. Roccato (Conservatorio di Perugia, 2011)
- "4:48" di Sarah Kane (Festival Suicide Parade, 2012)
- Ultima notte Mia di A.Nove (Milano,Teatro i, 2013)
- Lady Macbeth  di M. De Vita Conti (Torino,TPE,  2016)
- Berlin Parade di M. De Vita Conti (D.V.N.N., Milano 2017
- Lady Macbeth di M. De Vita Conti (Cartoucherie, Parigi 2018
- La Diva Europa di M. De Vita Conti (stabile di Bolzano, 2019)
- Works di V. Trevisan prima fase(Stabile di Bolzano 2021)
- Lady Macbeth di M. De Vita Conti(D'Haus, Duesseldorf 2023)
- Eurydike deep down di M.De vIta Conti e A.Giuriola (D'Haus Duesseldorf 2024)
- Artemisia di M.De Vita Conti e A.Giuriola (Istituto italiano di Cultura, Colonia 2025)